# Ehud Olmert
Ehud Olmert (født 30. september 1945) er en israelsk politiker. Han var premierminister fra 4. maj 2006 til 2009. Fire måneder inden var han stedfortræder for Ariel Sharon. Olmert meddelte 21. september 2008, at han ville fratræde som premierminister.

## Uddannelse og militær karriere
Ehud Olmert er uddannet fra universitetet i Jerusalem i psykologi, filosofi og jura. 
Han aftjente sin værnepligt ved Israels forsvarsstyrker i Golani kampbrigaden. Under tjenesten kom han til skade og fik andre funktioner. Han afsluttede sin værnepligt som journalist ved Forsvarsstyrkernes blad BaMahane. Under Yom Kippur krigen var han udsendt til Ariel Sharons hovedkvarter som korrespondent. Som medlem af Knesset valgte han, i en alder af 35 år, at gennemføre en uddannelse som officer i 1980.

## Politisk karriere
Olmert blev første gang valgt til Knesset i 1973 i en alder af 28 år og blev genvalgt syv gange. Han har været minister uden portefølje, minister for minoriteter (1988-1990) og sundhedsminister fra (1990-1992).
Fra 1993 til 2003 var Ehud Olmert borgmester i Jerusalem i to perioder. Hans primære fokusområder var at forbedre uddannelsessystemet og skabe en moderne infrastruktur i byen. Han var den første Likud borgmester i byen, der blev genvalgt. 
I 2003 blev han valgt til det 16. knesset. Han var leder af Likuds kampagne og efter valget blev han udnævnt til vice-premierminister og minister for Industri, Handel og Arbejde. Fra 2003-2004 var han desuden minister for kommunikation. Den 7. august 2005 overtog han posten som finansminister efter Benjamin Netanyahu var trådt tilbage i protest mod Israels planer om at trække sig ud af Gazastriben. 
Oprindelig var Olmert imod nogen som helst tilbagetrækning fra områderne erobret i Seks dages krigen og stemte imod Camp David fredsaftalen fra 1978. Olmert udtalte i forbindelse med Gaza tilbagetrækningen følgende. 
"I voted against Menachem Begin, I told him it was a historic mistake, how dangerous it would be, and so on and so on. Now I am sorry he is not alive for me to be able to publicly recognize his wisdom and my mistake. He was right and I was wrong. Thank God we pulled out of the Sinai." 
Da Sharon som en konsekvens af den interne modstand i Likud mod hans politik, trådte ud og stiftede sit nye parti, Kadima, var Olmert en af de første til at følge ham. Så fulgte Arbejderpartiets tidligere leder og premierminister Shimon Peres efter. 
4. januar 2006 blev han stedfortræder for Ariel Sharon som landets premierminister.
I 2008 blev der rettet beskyldninger om korruption mod Olmerts regering, og 30. juli meddelte han, at han ville trække sig som leder af Kadima-partiet, efter valg til posten i september – dog efter eget udsagn ikke som følge af beskyldningerne. Efter valget af Tzipi Livni til ny partileder meddelte Olmert den 21. september, at han vil træde tilbage fra posten som premierminister.
Det lykkedes imidlertid ikke Livni at danne en ny regering, og derfor udskrev hun nyvalg til 10. februar 2009. Ifølge forfatningen bliver premierministeren siddende, til en ny premierminister har aflagt ed. Da Livni ikke aflagde ed, måtte Olmert blive som premierminister til valget i februar 2009.
Valget i endte i næsten dødt løb mellem højrefløjen og venstrefløjen. Det betød, at Olmert måtte fortsætte endnu længere, mens forhandlingerne om en ny regering fandt sted. Den 31. marts 2009 blev Benjamin Netanyahu taget i ed som premierminister

## Familie
Ehud Olmert er gift med Aliza som er forfatter og kunstner. Hun er kendt for sin tilknytning til venstrefløjen og hævdede efter valget i 2006, at det var første gang, hun havde stemt på sin mand.
Parret har fire biologiske børn og en adopteret datter. Deres ældste datter, Michal, har en master i psykologi. Deres anden datter Dana er Lektor i litteratur ved Universitetet i Tel Aviv og lever i et lesbisk parforhold. Hun er ligesom sin mor tilknyttet venstrefløjen og er medlem af den israelske menneskerettighedsorganisation Machsom Watch og er blevet stærkt kritiseret af højrefløjen i Israel. Deres ene søn Shaul er gift med en kunstner og bor i New York, hvor han arbejder for tv-stationen Nickelodeon. Den anden Ariel studerer fransk litteratur ved Sorbonne i Paris. Endelig har de adopteret datteren Shuli. 
Olmerts far Mordechai var pionér i bosættelsen af Israel. Han udvandrede i 1933 til Israel fra Kina og var medlem af 2-3 Knesset. 
Olmerts bedstefar flygtede fra Rusland efter 1. verdenskrig og boede i Harbin i Kina til 1933. 

## Ekstern henvisning
- Wikimedia Commons har flere filer relateret til Ehud Olmert
- Ehud Olmert i Knesset Arkiveret 27. september 2007 hos  Wayback Machine